# Nerf suboccipital
Le nerf suboccipital (ou nerf sous-occipital) est la branche postérieure du premier nerf spinal cervical.

## Origine
Le nerf suboccipital sort de la moelle épinière entre le crâne et la première vertèbre cervicale, l'atlas. 

## Trajet
Il rejoint l'artère vertébrale au niveau du foramen magnum. Il  passe entre l'artère vertébrale et son sillon.
Il traverse la membrane atlanto-occipitale postérieure au niveau de son échancrure en arc dans le triangle sous-occipital accompagné de l'artère vertébrale.
Il s'anastomose avec le nerf grand occipital formant la première anse du plexus nerveux cervical postérieur.

## Zone d'innervation
C'est un nerf moteur pour les muscles du triangle sous-occipital : le muscle grand droit postérieur de la tête, le muscle oblique supérieur de la tête et le muscle oblique inférieur de la tête .Il innerve également le muscle petit droit postérieur de la tête.